# Exoneura holmesi
Exoneura holmesi är en biart som beskrevs av Rayment 1946. Exoneura holmesi ingår i släktet Exoneura och familjen långtungebin. Inga underarter finns listade i Catalogue of Life.

## Bildgalleri

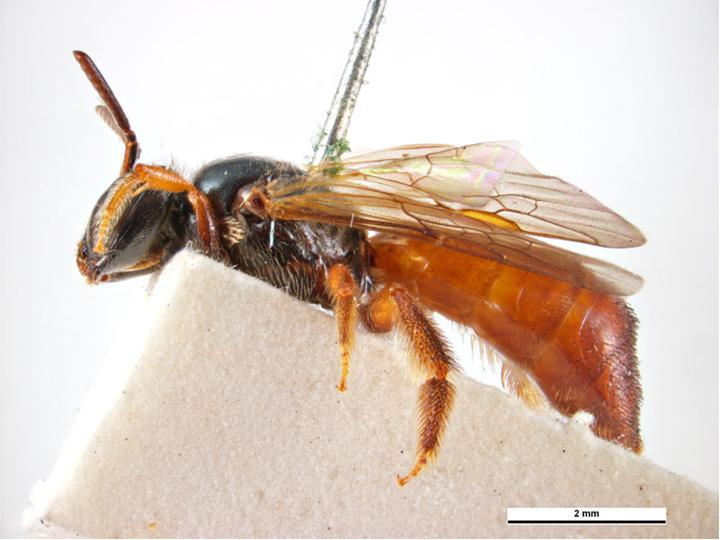